# Монтелеоне (Павија)
Монтелеоне је насеље у Италији у округу Павија, региону Ломбардија.
Према процени из 2011. у насељу је живело 588 становника. Насеље се налази на надморској висини од 81 м.